# Parapanamerikanische Badmintonmeisterschaft 2010
Die Parapanamerikanische Badmintonmeisterschaft 2010 fand vom 21. bis zum 24. Oktober 2010 in Curitiba statt.

## Medaillengewinner
| Disziplin              | Gold                                       | Silber                         | Bronze                                     |
| ---------------------- | ------------------------------------------ | ------------------------------ | ------------------------------------------ |
| Herreneinzel W1–W2     | Gabriel Jannini                            | Gustavo Richter                | Jaime Augusto                              |
| Herreneinzel W1–W2     | Gabriel Jannini                            | Gustavo Richter                | Carlos Rodrigues                           |
| Herreneinzel W1–W3     | Rodrigo Campos Oliveira                    | Rômulo Soares                  | Gabriel Jannini                            |
| Herreneinzel W1–W3     | Rodrigo Campos Oliveira                    | Rômulo Soares                  | Carlos Rodrigues                           |
| Herreneinzel STL1–STL2 | Jonathan Cardoso                           | Pedro Pablo de Vinatea         | Jônatas Barbosa                            |
| Herreneinzel STL1–STL2 | Jonathan Cardoso                           | Pedro Pablo de Vinatea         | Luiz Henrique Moreira                      |
| Herreneinzel STL3–STU5 | Raúl Anguiano                              | Geraldo da Silva Oliveira      | Rivaldo Arruda                             |
| Herrendoppel W1–W3     | Rodrigo Campos Oliveira Rômulo Soares      | Jaime Augusto Gabriel Jannini  | Radolfo Ramos de Oliveira Carlos Rodrigues |
| Herrendoppel STL1–STU5 | Jonathan Cardoso Geraldo da Silva Oliveira | Raúl Anguiano Danilo Velázquez | Rivaldo Arruda Serafim Uedes de Oliveira   |